# Johann Rembert Rode
Johann Rembert Rode (* 12. Juli 1724 in Soest; † 13. Mai 1781 in Berlin) war unter Friedrich dem Großen ab 1768 erster Präsident der Oberrechnungskammer; sein Vorgänger Christian Ludwig von Tieffenbach wurde ihm unterstellt.
1772 war Rode mit der Landesaufnahme Westpreußens beauftragt worden. Seine Ehefrau war die am 13. Juli 1731 in Hagen in Westfalen geborene Elisabeth Franziska Wülfing, Tochter des Richters Peter Wülfing, die er am 21. Februar 1760 in Soest geheiratet hatte.

## Werke
- Beschreibung der Fabriken in der Grafschaft Mark südwärts der Ruhr. 1754[3]